# Exciter Tour
Exciter Tour bylo v roce 2001 koncertní turné anglické elektronické kapely Depeche Mode na podporu desátého studiového alba skupiny Exciter, které vyšlo 14. května 2001.
Turné začalo severoamerickou částí; skupina předvedla jednu zkoušku a dva zahřívací koncerty před zahájením oficiálního turné 15. června v Montrealu v kanadském Quebecu. Část pokračovala až do poloviny srpna a skončila dvěma koncerty v Anaheimu v Kalifornii.
28. srpna 2001 skupina zahájila evropskou etapu, která začala v Tallinu a vyvrcholila 5. listopadu v německém Mannheimu. To byl poslední koncert turné; druhá evropská etapa byla plánována na léto 2002, ale nikdy se neuskutečnila. Skupina celkově hrála 84 koncertů pro více než 1,5 milionu lidí ve 24 zemích.
Koncerty v Paříži byly natočeny a vydány v květnu 2002 na DVD vydání s názvem One Night in Paris.

## Setlist
1. "Easy Tiger" (intro)
2. "Dream On" (instrumentální kytarové intro)
3. "The Dead of Night"
4. "The Sweetest Condition"
5. "Halo"
6. "Walking in My Shoes"
7. "Dream On"
8. "When the Body Speaks"
9. "Waiting for the Night"
10. Písně, které zpíval Martin Gore
  - "The Bottom Line"
  - "Surrender"
  - "Dressed in Black" (akustická verze)
  - "Sister of Night" (akustická verze)
  - "Condemnation"
  - "Judas" (akustická verze)
  - ""It Doesn't Matter Two" (akustická verze)
  - "Somebody"
  - "Breathe"
11. "Freelove"
12. "Enjoy the Silence"
13. "I Feel You"
14. "In Your Room" (Zephyr Mix)
15. "It's No Good"
16. "I Feel Loved"
17. "Personal Jesus"
18. Písně, které zpíval Martin Gore
  - "World Full of Nothing" (akustická verze)
19. Písně, které zpíval Martin Gore
  - "Home"
20. "Clean"
  - "Condemnation"
21. "Black Celebration"
22. "Never Let Me Down Again"

## Koncerty
| Datum             | Město               | Stát            | Hala                                   | Předskokani     |
| Severní Amerika   | Severní Amerika     | Severní Amerika | Severní Amerika                        | Severní Amerika |
| ----------------- | ------------------- | --------------- | -------------------------------------- | --------------- |
| 4. června 2001    | West Hollywood      | USA             | Roxy Theatre                           | N/A             |
| 11. června 2001   | Quebec City         | Kanada          | Colisée de Québec                      | Poe             |
| 13. června 2001   | Ottawa              | Kanada          | Corel Centre                           | Poe             |
| 15. června 2001   | Montreal            | Kanada          | Molson Centre                          | Poe             |
| 16. června 2001   | Toronto             | Kanada          | Molson Canadian Amphitheatre           | Poe             |
| 19. června 2001   | Saint Paul          | USA             | Xcel Energy Center                     | Poe             |
| 20. června 2001   | Milwaukee           | USA             | Marcus Amphitheater                    | Poe             |
| 22. června 2001   | Tinley Park         | USA             | Tweeter Center Chicago                 | Poe             |
| 23. června 2001   | Clarkston           | USA             | DTE Energy Music Theatre               | Poe             |
| 24. června 2001   | Cuyahoga Falls      | USA             | Blossom Music Center                   | Poe             |
| 27. června 2001   | New York City       | USA             | Madison Square Garden                  | Poe             |
| 28. června 2001   | New York City       | USA             | Madison Square Garden                  | Poe             |
| 30. června 2001   | Philadelphia        | USA             | First Union Center                     | Poe             |
| 1. července 2001  | Mansfield           | USA             | Tweeter Center for the Performing Arts | Poe             |
| 3. července 2001  | Wantagh             | USA             | Jones Beach Theater                    | Poe             |
| 5. července 2001  | Columbia            | USA             | Merriweather Post Pavilion             | Poe             |
| 7. července 2001  | Sunrise             | USA             | National Car Rental Center             | Poe             |
| 8. července 2001  | Tampa               | USA             | Ice Palace                             | Poe             |
| 9. července 2001  | Atlanta             | USA             | HiFi Buys Amphitheatre                 | Poe             |
| 13. července 2001 | New Orleans         | USA             | Lakefront Arena                        | Poe             |
| 14. července 2001 | The Woodlands       | USA             | Cynthia Woods Mitchell Pavilion        | Poe             |
| 15. července 2001 | Selma               | USA             | Verizon Wireless Amphitheater          | Poe             |
| 17. července 2001 | Dallas              | USA             | Smirnoff Music Centre                  | Poe             |
| 19. července 2001 | Las Cruces          | USA             | Pan American Center                    | Poe             |
| 20. července 2001 | Albuquerque         | USA             | ABQ Journal Pavilion                   | Poe             |
| 21. července 2001 | Greenwood Village   | USA             | Coors Amphitheatre                     | Poe             |
| 23. července 2001 | West Valley City    | USA             | E Center                               | Poe             |
| 27. července 2001 | Portland            | USA             | Rose Garden Arena                      | Poe             |
| 28. července 2001 | Vancouver           | Kanada          | Pacific Coliseum                       | Poe             |
| 29. července 2001 | George              | USA             | The Gorge Amphitheatre                 | Poe             |
| 1. srpna 2001     | Wheatland           | USA             | Sacramento Valley Amphitheatre         | Poe             |
| 3. srpna 2001     | Concord             | USA             | Chronicle Pavilion                     | Poe             |
| 4. srpna 2001     | Mountain View       | USA             | Shoreline Amphitheatre                 | Poe             |
| 5. srpna 2001     | Santa Barbara       | USA             | Santa Barbara Bowl                     | Poe             |
| 8. srpna 2001     | Las Vegas           | USA             | The Joint                              | Poe             |
| 10. srpna 2001    | Phoenix             | USA             | America West Arena                     | Poe             |
| 11. srpna 2001    | Chula Vista         | USA             | Coors Amphitheatre                     | Poe             |
| 14. srpna 2001    | Los Angeles         | USA             | Staples Center                         | Poe             |
| 15. srpna 2001    | Los Angeles         | USA             | Staples Center                         | Poe             |
| 18. srpna 2001    | Anaheim             | USA             | Arrowhead Pond of Anaheim              | Poe             |
| 19. srpna 2001    | Anaheim             | USA             | Arrowhead Pond of Anaheim              | Poe             |
| Evropa            |                     |                 |                                        | Poe             |
| 28. srpna 2001    | Tallinn             | Estonsko        | Tallinn Song Festival Grounds          | Brainstorm      |
| 29. srpna 2001    | Riga                | Lotyšsko        | Skonto Stadium                         | Brainstorm      |
| 31. srpna 2001    | Vilnius             | Litva           | Vingio Parko Estrada                   | Brainstorm      |
| 2. září 2001      | Varšava             | Polsko          | Tor wyścigów konnych Służewiec         | Technique       |
| 4. září 2001      | Praha               | Česko           | Paegas Arena                           | Fad Gadget      |
| 5. září 2001      | Berlín              | Německo         | Waldbühne                              | Fad Gadget      |
| 6. září 2001      | Berlín              | Německo         | Waldbühne                              | Fad Gadget      |
| 8. září 2001      | Hamburg             | Německo         | Trabrennbahn Bahrenfeld                | Technique       |
| 9. září 2001      | Leipzig             | Německo         | Leipziger Festwiese                    | Technique       |
| 11. září 2001     | Vídeň               | Rakousko        | Wiener Stadthalle                      | Technique       |
| 12. září 2001     | Budapešť            | Maďarsko        | Kisstadion                             | N/A             |
| 16. září 2001     | Moskva              | Rusko           | Olimpiyskiy                            | Technique       |
| 18. září 2001     | Petrohrad           | Rusko           | SKK Peterburgski                       | Technique       |
| 19. září 2001     | Helsinky            | Finsko          | Hartwall Areena                        | N/A             |
| 21. září 2001     | Stockholm           | Švédsko         | Stockholm Globe Arena                  | Fad Gadget      |
| 22. září 2001     | Oslo                | Norsko          | Oslo Spektrum                          | Fad Gadget      |
| 23. září 2001     | Kodaň               | Dánsko          | Parken Stadium                         | Fad Gadget      |
| 25. září 2001     | Metz                | Francie         | Galaxie Amnéville                      | Fad Gadget      |
| 26. září 2001     | Cologne             | Německo         | Kölnarena                              | Fad Gadget      |
| 27. září 2001     | Cologne             | Německo         | Kölnarena                              | Fad Gadget      |
| 29. září 2001     | Mnichov             | Německo         | Olympiahalle                           | Fad Gadget      |
| 30. září 2001     | Mnichov             | Německo         | Olympiahalle                           | Fad Gadget      |
| 2. října 2001     | Norimberk           | Německo         | Nuremberg Arena                        | Fad Gadget      |
| 3. října 2001     | Stuttgart           | Německo         | Hanns-Martin-Schleyer-Halle            | Fad Gadget      |
| 4. října 2001     | Curych              | Švýcarsko       | Hallenstadion                          | Fad Gadget      |
| 6. října 2001     | Oberhausen          | Německo         | König Pilsener Arena                   | Fad Gadget      |
| 7. října 2001     | Antverpy            | Belgie          | Sportpaleis                            | Fad Gadget      |
| 9. října 2001     | Paříž               | Francie         | Palais Omnisports de Paris-Bercy       | Fad Gadget      |
| 10. října 2001    | Paříž               | Francie         | Palais Omnisports de Paris-Bercy       | Fad Gadget      |
| 11. října 2001    | Frankfurt           | Německo         | Festhalle Frankfurt                    | Fad Gadget      |
| 13. října 2001    | Barcelona           | Španělsko       | Palau Sant Jordi                       | N/A             |
| 14. října 2001    | Madrid              | Španělsko       | Palacio Vistalegre                     | N/A             |
| 17. října 2001    | Londýn              | Velká Británie  | Wembley Arena                          | Fad Gadget      |
| 18. října 2001    | Londýn              | Velká Británie  | Wembley Arena                          | Fad Gadget      |
| 20. října 2001    | Manchester          | Velká Británie  | Manchester Evening News Arena          | Fad Gadget      |
| 21. října 2001    | Birmingham          | Velká Británie  | NEC Arena                              | Fad Gadget      |
| 23. října 2001    | Lyon                | Francie         | Halle Tony Garnier                     | Fad Gadget      |
| 24. října 2001    | Assago              | Itálie          | Fila Forum                             | N/A             |
| 25. října 2001    | Casalecchio di Reno | Itálie          | PalaMalaguti                           | N/A             |
| 28. října 2001    | Athény              | Řecko           | OAKA Olympic Sports Hall               | Technique       |
| 30. října 2001    | Istanbul            | Turecko         | Abdi İpekçi Arena                      | Technique       |
| 3. listopadu 2001 | Záhřeb              | Chorvatsko      | Dom Sportova                           | Technique       |
| 5. listopadu 2001 | Mannheim            | Německo         | Maimarkthalle                          | Technique       |

## Hudebníci

### Depeche Mode
- Dave Gahan – zpěv
- Martin Gore – kytara, syntezátor, hlavní a doprovodný zpěv
- Andrew Fletcher – syntezátor

### Hostující hudebníci
- Peter Gordeno – syntezátor, doprovodný zpěv
- Christian Eigner – bicí
- Jordan Bailey – doprovodný zpěv
- Georgia Lewis – doprovodný zpěv